# Фактура
За чланак о рачунању погледајте Рачунање.
Фактура или рачун је пословни документ издат од стране продавца купцу. У њему се наводе називи, количине и цене договорене за производе или услуге које је продавац обезбедио купцу. Фактура обавезује купца да износ који је на фактури назначен плати продавацу, у складу са условима плаћања. Купцу је одређен максималан број дана за који треба да плати ову робу, а понекад је понуђен попуст ако се плаћа пре рока.
Са становишта продавца, фактура је излазна фактура. Са тачке гледишта купца, фактура је улазна фактура. У говору термин фактура се обично користи да разјасни своје значење, као што је „Послали смо им фактуру“ (они нам дугују новац) или „Добили смо фактуру од њих“ (ми им дугујемо новац).

## Фактура – рачун
Рачун нарочито садржи следеће податке:
- назив, адресу и ПИБ обвезника - издаваоца рачуна;
- место и датум издавања и редни број рачуна;
- назив, адресу и ПИБ обвезника - примаоца рачуна;
- врсту и количину испоручених добара или врсту и обим услуга;
- датум промета добара и услуга и висину авансних плаћања;
- износ основице;
- пореску стопу која се примењује;
- износ ПДВ који је обрачунат на основицу;
- напомену о пореском ослобођењу.

## Електронске фактуре
Неке фактуре нису више одштампане на папиру, већ се преносе електронским путем (путем Интернета). Још увек је заједничко за електронске фактуре да се штампају у циљу одржавања евиденције. Стандарди за електронско фактурисање варирају од земље до земље. Стандарди електронска размена података (ЕДИ), као што су EDIFACT стандард Уједињених нација, садрже смернице за електронске фактуре.

## Признанице
Фактуре се разликују од признаница. Фактуре и признанице су начини праћења набавки или продаје роба и услуга. У принципу садржај фактура може бити сличан оном на признаници. Фактуре се разликују од признаница у томе што фактуре служе да обавесте купце о дуговању, док признаница служи као доказ о завршеној уплати.